# Ingeniero Jacobacci
Ingeniero Jacobacci, appelée Huahuel Niyeu avant 1917, est une petite ville d'Argentine, située dans le département de 25 de mayo, en province de Río Negro. Elle est située sur la route nationale 23.

## Toponymie
La ville porte le nom de « Ingeniero Jacobacci » en honneur du maître d'œuvre de la voie ferrée reliant San Antonio Oeste à San Carlos de Bariloche, l'ingénieur italien natif de Modène, Guido Amadeo Jacobacci.

## Situation
La ville est située sur ce que l'on appelle la Línea Sur rionégrine, en pleine meseta (plateau) patagonique (ligne sud, chaîne de localités établies le long de la voie ferrée Viedma-Bariloche et de la route nationale 23 sur les plateaux ou mesetas du sud de la province de Río Negro). Ingeniero Jacobacci se trouve à 210 km de Bariloche, 370 de General Roca et 700 de la capitale provinciale, Viedma. La ville est dotée d'un climat très sec et venteux.
À une vingtaine de kilomètres au nord de la ville se trouve la lagune Cari Laufquen Grande.

## Économie
Son activité principale est l'élevage, spécialement celui des ovins. Pendant longtemps, elle fut tête de ligne du train à voie étroite appelée "La Trochita" qui unit cette localité avec Esquel, dans la province de Chubut.

## Population
La ville comptait 5 719 habitants en 2001, ce qui représentait une hausse de 5,6 % par rapport au chiffre de 1991.